# Estado de Adén

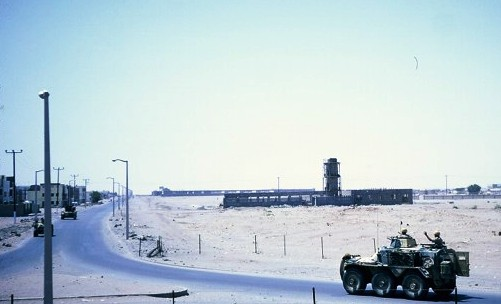
Vehículo blindado sarraceno de patrulla en Adén en 1966.

El Estado de Adén (en árabe: ولاية عدن‎; Wilāyat ʿAdan) fue un estado constituido en Adén dentro de la Federación de Arabia del Sur. Tras su creación el 18 de enero de 1963, Sir Charles Johnston dimitió como último gobernador de Adén.
A pesar de las esperanzas puestas en la Federación, la insurgencia en Adén se intensificó y aceleró el fin de la presencia británica en el territorio, y los británicos abandonaron Adén a finales de noviembre de 1967.
El Estado de Adén pasó a formar parte de la República Democrática Popular de Yemen, también conocida como Yemen del Sur, el 30 de noviembre de 1967.

## Historia
Para resolver muchos de los problemas que enfrentaba la Colonia de Adén, además de continuar el proceso de autodeterminación que acompañó al desmantelamiento del Imperio Británico, se propuso que la Colonia de Adén formara una federación con los protectorados del Este y del Este. Adén occidental. Bajo este plan se esperaba que se crearían las condiciones para disminuir los llamados árabes a una independencia total, al mismo tiempo que se permitiría que continuara el control británico de los asuntos exteriores y de la refinería de BP en Little Aden.
El federalismo fue propuesto por primera vez por ministros tanto de la colonia como de los protectorados: la fusión sugerida sería beneficiosa, argumentaron, en términos de economía, raza, religión e idiomas. Sin embargo, el paso fue ilógico en términos de nacionalismo árabe, ya que se tomó justo antes de algunas elecciones inminentes y iba en contra de los deseos de los árabes de Adén, en particular de muchos de los sindicatos.
Un problema adicional fue la enorme disparidad en el desarrollo político, ya que en aquel momento la colonia de Adén estaba en el camino hacia el autogobierno y, en opinión de algunos disidentes, la fusión política con los sultanatos autocráticos y atrasados era un paso en la dirección equivocada.
En la federación, la antigua Colonia de Adén tendría 24 escaños en el nuevo consejo, mientras que cada uno de los once sultanatos del antiguo Protectorado de Adén tendría seis. La federación en su conjunto contaría con ayuda financiera y militar de Gran Bretaña.

### Emergencia en Adén
Muchos de los problemas que había sufrido Adén en su época como colonia no mejoraron como estado federado. En la nueva federación, el Congreso de Sindicatos de Adén (ATUC) tuvo una gran influencia en la nueva asamblea y, para evitar que tomara el control de la federación en 1962, la antigua Colonia de Adén se había unido a la Federación de Arabia del Sur, de modo que la asamblea probritánica de Adén Los miembros podrían contrarrestar la influencia del ATUC.
Sin embargo, el día después de que el Estado de Adén se uniera a la federación , Muhammad al-Badr de la monarquía yemení fue derrocado y se produjo una guerra civil entre fuerzas respaldadas por Gamal Abdel Nasser, como el Frente de Liberación Nacional (FLN) y las fuerzas monárquicas respaldadas por Arabia Saudita . y el Reino Unido. Los disturbios internos continuaron y se intensificaron, lo que condujo el 10 de diciembre de 1963 a la Emergencia de Adén, cuando se declaró el estado de emergencia en el estado de Adén, en gran parte disfuncional.
Otros acontecimientos del conflicto que siguieron extendiéndose por la región incluyen la Batalla del Cráter que llevó al teniente coronel Colin Campbell Mitchell (también conocido como "Mad Mitch") a la prominencia. El 20 de junio de 1967 se produjo un motín en el Ejército de la Federación del Sur de Arabia, que también se extendió a la policía. Los británicos restauraron el orden, principalmente gracias a los esfuerzos del 1° Batallón Argyll y Sutherland Highlanders, bajo el mando del teniente coronel Mitchell.
Sin embargo, los mortíferos ataques guerrilleros contra las fuerzas británicas, particularmente por parte del Frente de Liberación Nacional (FLN) apoyado por Egipto, pronto se reanudaron con toda su intensidad. La presencia británica finalmente terminó con la salida definitiva de las tropas británicas. La retirada se llevó a cabo antes de lo planeado por el primer ministro británico, Harold Wilson, y dejó al futuro estado sin un acuerdo sobre el gobierno siguiente. Finalmente los enemigos del Estado de Adén y de la Federación, el NLF, lograron hacerse con el poder.
El 30 de noviembre de 1967, el estado de Adén, junto con la federación, se convirtió en la República Popular de Yemen del Sur . Al igual que otros territorios árabes anteriormente británicos en el Medio Oriente, el estado independiente no se unió a la Commonwealth británica . El dinar de Arabia del Sur, sin embargo, continuó en paridad uno a uno con la libra esterlina hasta 1972.